# Malika Ahmed
Malika Ahmed Zaid és una especialista en economia i ciències socials i humanes. És professora i directora de recerca i d’estudis de postgrau de la Facultat de Ciències Econòmiques i de Gestió a la Universitat Mouloud Mammeri de Tizi Ouzou, a Algèria. Els seus treballs sobre els drets de les minories són un referent internacional. El 2010 va rebre el Premi Internacional Ramon Llull, com a reconeixement a la seva dedicació en la defensa i promoció de la llengua amaziga i dels drets del poble amazic, i la seva trajectòria professional i acadèmica.
És membre del Consell Científic de Linguapax i delegada per Algèria de Linguapax Àfrica.